# EI Возничего
EI Возничего (лат. EI Aurigae) — двойная затменная переменная звезда типа Алголя (EA) в созвездии Возничего на расстоянии приблизительно 2178 световых лет (около 668 парсеков) от Солнца. Видимая звёздная величина звезды — от +15m до +14,5m. Орбитальный период — около 1,2267 суток.

## Характеристики
Первый компонент — жёлтая звезда спектрального класса G-F. Радиус — около 2,7 солнечных, светимость — около 2,263 солнечных. Эффективная температура — около 6000 К.
Второй компонент — жёлтая звезда спектрального класса G-F. Эффективная температура — около 6044 К.